# Анхель Андрео
Анхель Андрео (ісп. Ángel Andreo, 3 грудня 1972) — іспанський ватерполіст.
Олімпійський чемпіон 1996 року, учасник 2000, 2004, 2008 років.
Чемпіон світу з водних видів спорту 2001 року, призер 2007 року.